# Роланд Безе
Роланд Безе (нім. Roland Böse, 10 лютого 1947) — німецький академічний веслувальник.
Олімпійський чемпіон 1968 року в складі вісімки.
Чемпіон Європи 1967 року в складі вісімки.